# Ernst Wilhelm von Brücke
Pour les articles homonymes, voir Brücke.
Ernst Wilhelm von Brücke est un scientifique allemand né en 1819 à Berlin et mort en 1892. Il est considéré comme l'un des fondateurs de l'anatomie microscopique ou histologie et de la physiologie.

## Biographie
Il commence sa carrière universitaire en enseignant d'abord à Berlin (1846) puis à Königsberg (1848) et finalement à Vienne en Autriche où il s'établit définitivement à partir de 1849.
Ses travaux ont surtout porté sur l'étude de la physiologie des sensations :
- étude des perceptions sonores,
- étude des perceptions visuelles.

Il écrit sur ce sujet Principes scientifiques des beaux-arts: essais et fragments de théorie  (Paris, Germer Baillière, Bibliothèque scientifique internationale,1878).
Dans les années 1840-1845, il faisait partie de ce que l'on a appelé la Société berlinoise de physique qui professait que « seules les forces chimiques et physiques, à l'exclusion de toute autre, agissent sur l'organisme. »
Il est connu pour avoir favorisé la carrière scientifique naissante de Sigmund Freud en l'encourageant dans ses travaux et en le faisant nommer Privatdozent en 1885. Freud lui en fut toujours reconnaissant et en parle à plusieurs reprises.